# Forteresse de Vrmdža
La forteresse de Vrmdža (en serbe cyrillique : Тврђава Врмџа ; en serbe latin : Tvrđava Vrmdža) est située à Vrmdža, dans la municipalité de Sokobanja et dans le district de Zaječar, en Serbie. Elle est inscrite sur la liste des monuments culturels protégés de la République de Serbie (identifiant no SK 313).

## Présentation

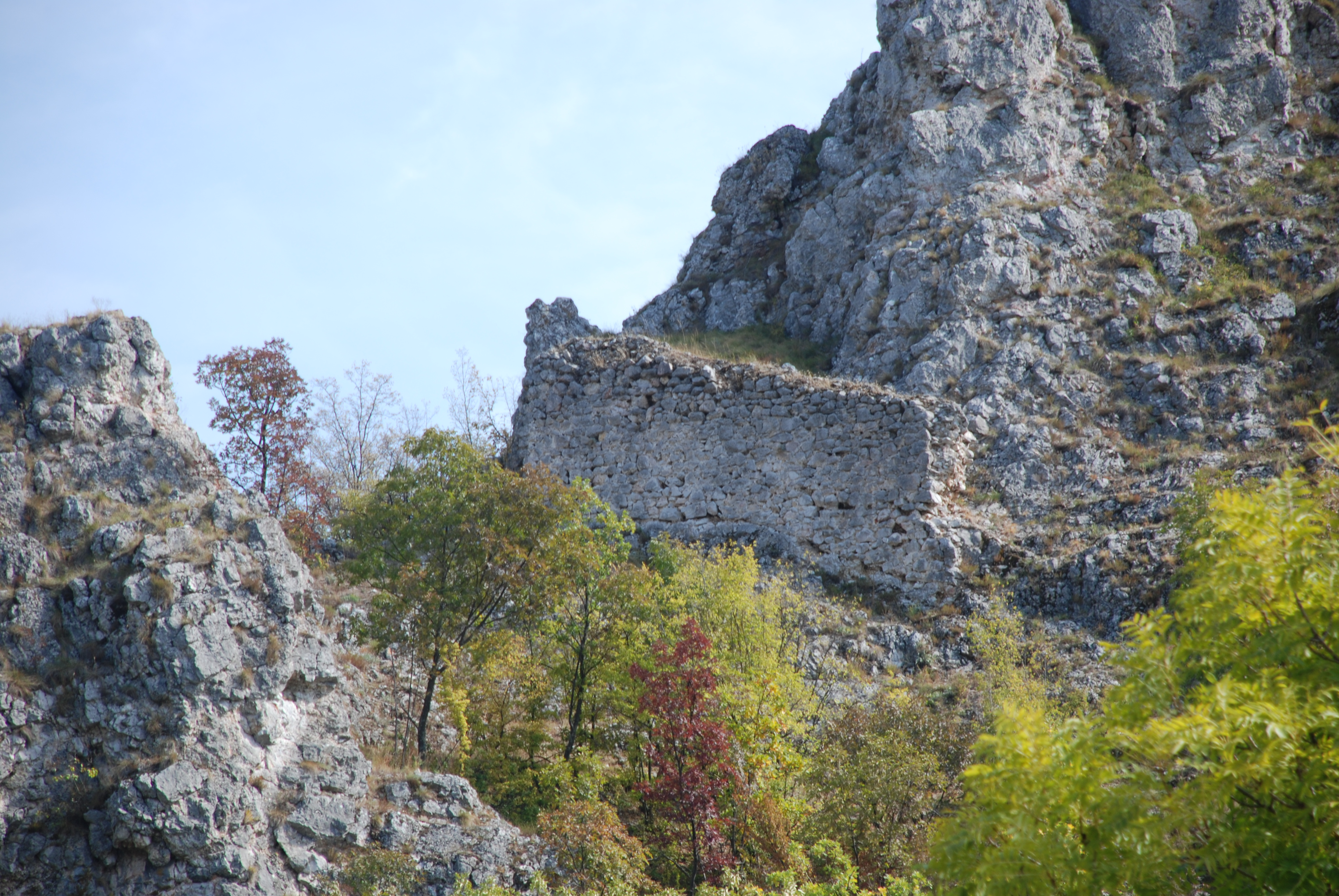
Autre vue de la forteresse.

La première forteresse édifiée sur le site remonte à l'époque romaine ; elle protégeait alors la route qui mène à l'actuelle Bulgarie. En 530, elle a été restaurée et agrandie par les Byzantins et, à l'époque des Nemanjić, protégeait la frontière avec l'Empire bulgare. Sous le règne du roi serbe Milutin (1282-1321), à l'époque de la lutte contre Drman et Kudelino à Ždrelo, Vrmdža cesse d'être une forteresse frontalière. Au début du XVe siècle, avec les forts de Bovan, Stalać et de Lipovac, elle a été frappée par la guerre civile dans l'Empire ottoman et, en 1412, le sultan Musa Çelebi s'est emparé de toutes ces places fortes. Le sultan a trouvé la mort peu après dans une bataille à laquelle participait le despote Stefan Lazarević qui reprend ces citadelles[réf. nécessaire].